# Le Brethon
Le Brethon é uma comuna francesa na região administrativa de Auvérnia-Ródano-Alpes, no departamento Allier. Estende-se por uma área de 43,89 km². Em 2010 a comuna tinha 335 habitantes (densidade: 7,6 hab./km²).